# Hypomyces leotiae
Hypomyces leotiae är en svampart som tillhör divisionen sporsäcksvampar, och. Hypomyces leotiae ingår i släktet Hypomyces, och familjen Hypocreaceae. Arten är reproducerande i Sverige.